# Mateusz Kaszowski
Mateusz Szymon Kaszowski (ur. 19 lutego 2001 w Rzeszowie) – polski koszykarz, wychowanek klubu PTG Sokół w Łańcucie, występujący na pozycji rozgrywającego, wielokrotny Mistrz Polski, wielokrotny reprezentant kraju podczas Mistrzostw Europy, najlepszy rozgrywający podczas  European Championship Division B FIBA U18 (wywalczył wraz z reprezentacją Polski awans do dywizji A).
W październiku 2021 dołączył do I-ligowej Decki Pelplin. W maju 2023 podpisał kontrakt z Enea Abramczyk Astorią Bydgoszcz. Jako junior karierę zaczynał w Krakowskiej Wiśle, skąd pochodzi jego kuzyn Tomasz.

## Osiągnięcia
Stan na 28 listopada 2023.

### Drużynowe
Młodzieżowe
- Mistrz Polski:
  - juniorów starszych (2018, 2020)[3]
  - juniorów (2019)[4]
  - kadetów (2017)[5]
  - młodzików (2015)[6]
- Wicemistrz Polski:
  - juniorów starszych (2019)[7]
  - juniorów (2018)[8]

### Indywidualne
Seniorskie
- MVP grupy A II ligi (2020)[9]
- Zaliczony do I składu grupy A II ligi (2021)[9]

Młodzieżowe
- MVP mistrzostw Polski:
  - juniorów (2019)[4]
  - młodzików (2015)[6]
- Zaliczony do I składu mistrzostw Polski:
  - juniorów starszych (2020)[3]
  - juniorów (2018)[8]
- Lider strzelców mistrzostw Polski juniorów (2019)[4]

### Reprezentacja
- Wicemistrz Europy U–18 dywizji B (2019)[10]
- Uczestnik:
  - U–20 Euro Challengers (2021)
  - mistrzostw Europy dywizji B:
    - U–18 (2018 – 12. miejsce)
    - U–16 (2017 – 10. miejsce)
- Zaliczony do I składu mistrzostw Europy U–18 dywizji B (2019)[11]